# پوماک‌ها

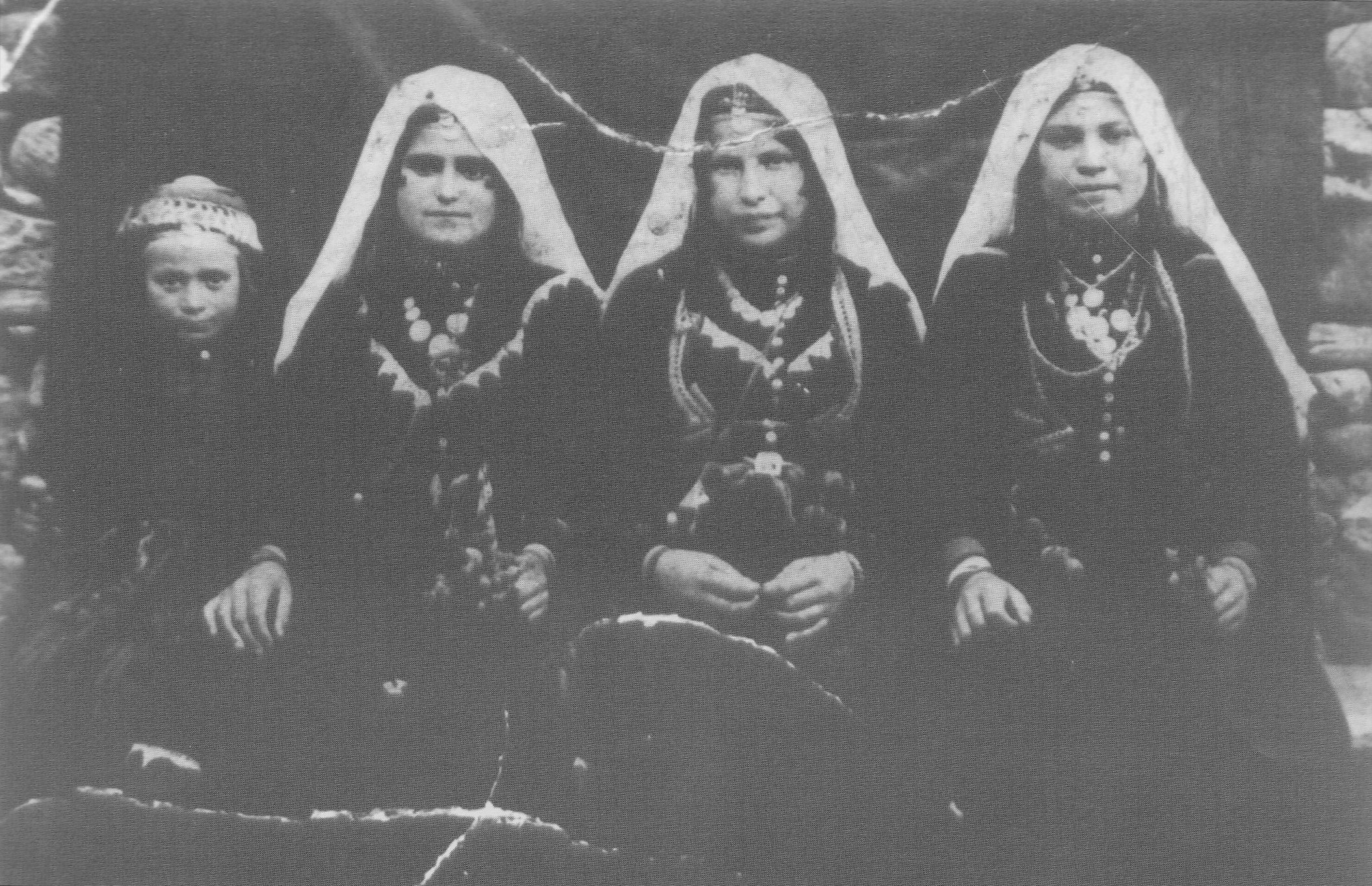
تصویر چند زن روستایی پوماک

پُماک، پوماک یا پوماق(به بلغاری: Помаци) نام مردمانی اسلاونژاد و پیرو دین اسلام در منطقهٔ بالکان است. خاستگاه اصلی این مردمان منطقهٰ توروپ در تراکیه بوده‌است.امروزه پوماک‌ها در بخش‌هایی از بلغارستان، مقدونیه، یونان و ترکیه می‌زیند.
تا سدهٔ نوزدهم میلادی این گروه چندان شناخته نبوده‌اند و از آنان به نام مسلمانان بلغار و مانند آن یاد می‌شده‌است. آنان پس از رخدادهایی که به فروپاشی عثمانی انجامید به کانون توجه راه‌یافتند. در آغاز سدهٔ بیستم -که بلغارستان به استقلال دست یافت- پوماک‌ها زیر فشار بلغارها قرارگرفتند و گروهی از آنان ناچار به کوچیدن به درون خاک عثمانی شدند.با فروپاشی عثمانی و ضمیمه شدن بخش‌هایی پوماک‌نشین به خاک یونان، گروهی از پوماک‌های این سرزمین‌ها نیز به درون خاک ترکیهٔ نوبنیاد کوچیدند. در خلال جنگ جهانی دوم و گرایش‌های همسان‌سازانه در بلغارستان، بار دیگر موجی از پوماک‌ها روانهٔ ترکیه گردیدند. روند این مهاجرت با پایان جنگ و سرنگونی رژیم پادشاهی در این کشور نیز پایدار ماند.
مدحت پاشا از چهره‌های سرشناس عثمانی تباری پوماک داشت.

## ریشهٔ نام
چند پیشنهاد برای ریشهٔ نام پوماک طرح شده‌است. یکی واژهٔ اسلاوی باستان پوموگانی  به معنای یاری‌رساندن است، بر این پایه پوماک به معنای یاری‌رسان خواهد بود و اشاره به کمک آنان به عثمانی‌ها دارد. دیدگاه دیگر نام ایشان را برگرفته از واژهٔ یونانی پُماکس به معنای نوشنده می‌داند.